# 7230 Лутц
7230 Лутц (7230 Lutz) — астероїд головного поясу, відкритий 12 вересня 1985 року.
Тіссеранів параметр щодо Юпітера — 3,501.